# Chailloué
Chailloué – miejscowość i gmina we Francji, w regionie Normandia, w departamencie Orne. W 2013 roku populacja gminy wynosiła 631 mieszkańców. 
1 stycznia 2016 roku połączono dwie wcześniejsze gminy: Chailloué, Marmouillé oraz Neuville-près-Sées. Siedzibą gminy została miejscowość Chailloué, a nowa gmina przyjęła jej nazwę. 